# István Bakonyi
István Bakonyi (Dorog, 12 de diciembre de 1928-ibídem, 25 de julio de 2014) fue un futbolista húngaro que jugaba en la demarcación de defensa.

## Biografía
Con 13 años el Dorogi FC se fijó en él, y estuvo jugando con la cantera del club hasta 1944, año en el que subió al primer equipo. Jugó en el club durante catorce temporadas, llegando a marcar en 18 ocasiones en los 214 partidos que disputó. Finalmente en 1958 se retiró como futbolista. Posteriormente, desde 1980 hasta 1990, ejerció el cargo de segundo entrenador del club donde jugó durante toda su carrera deportiva.
Falleció el 25 de julio de 2014 en Dorog a los 85 años de edad.

## Clubes
| Club      | País    | Año       | Partidos | Goles |
| --------- | ------- | --------- | -------- | ----- |
| Dorogi FC | Hungría | 1944-1958 | 214      | 18    |